# Elafonissi

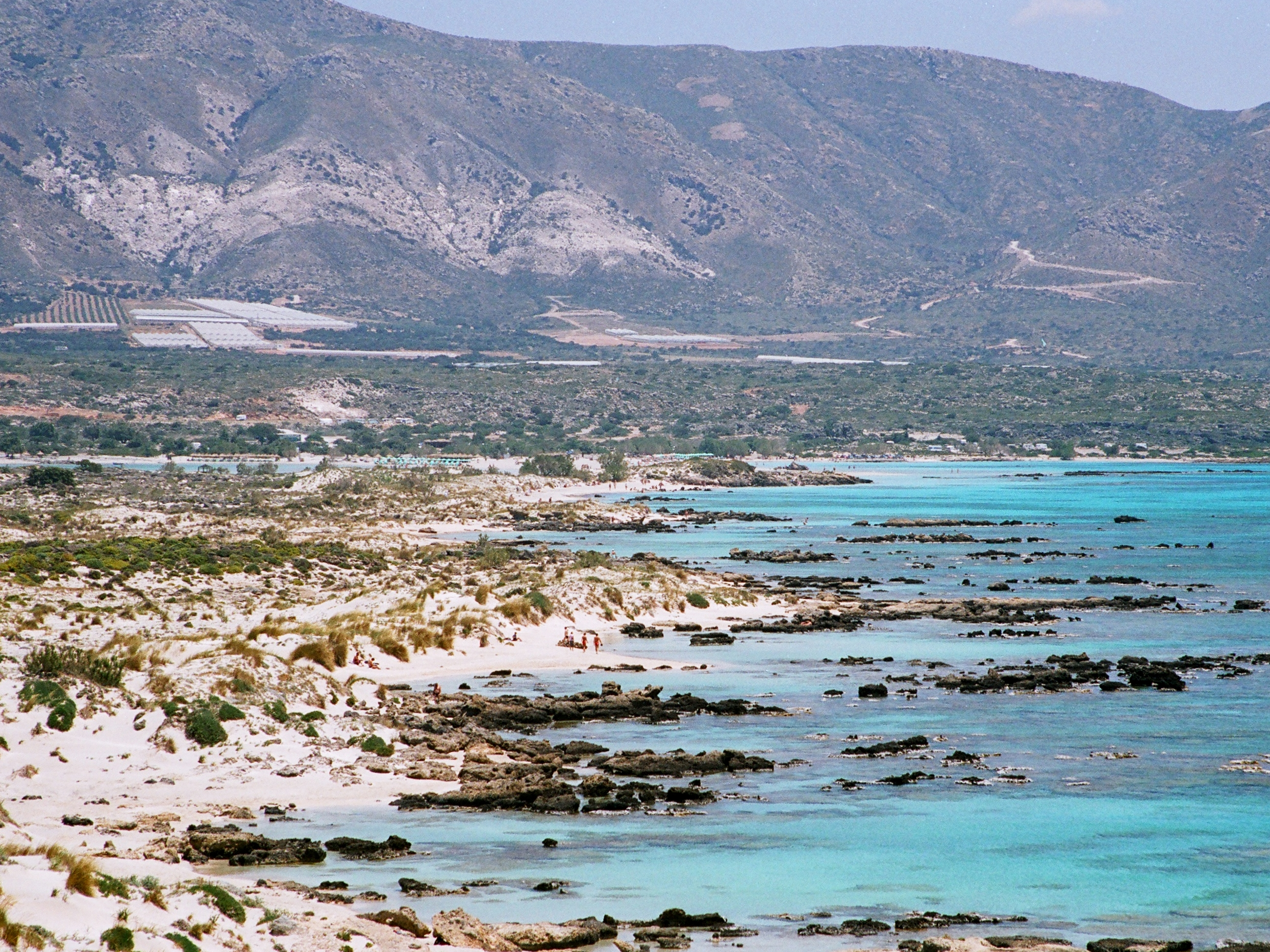
La costa sud de l'illa d'Elafonissi

Elafonissi (grec Ελαφονήσι [elafo'nisi], literalment illa de cérvols) 
és una petita illa grega desahabitada situada a l'extrem sud-oest de l'illa de Creta, al municipi d'Innakhori, més avall de la carretera del monestir de Chrysoskalitissa.

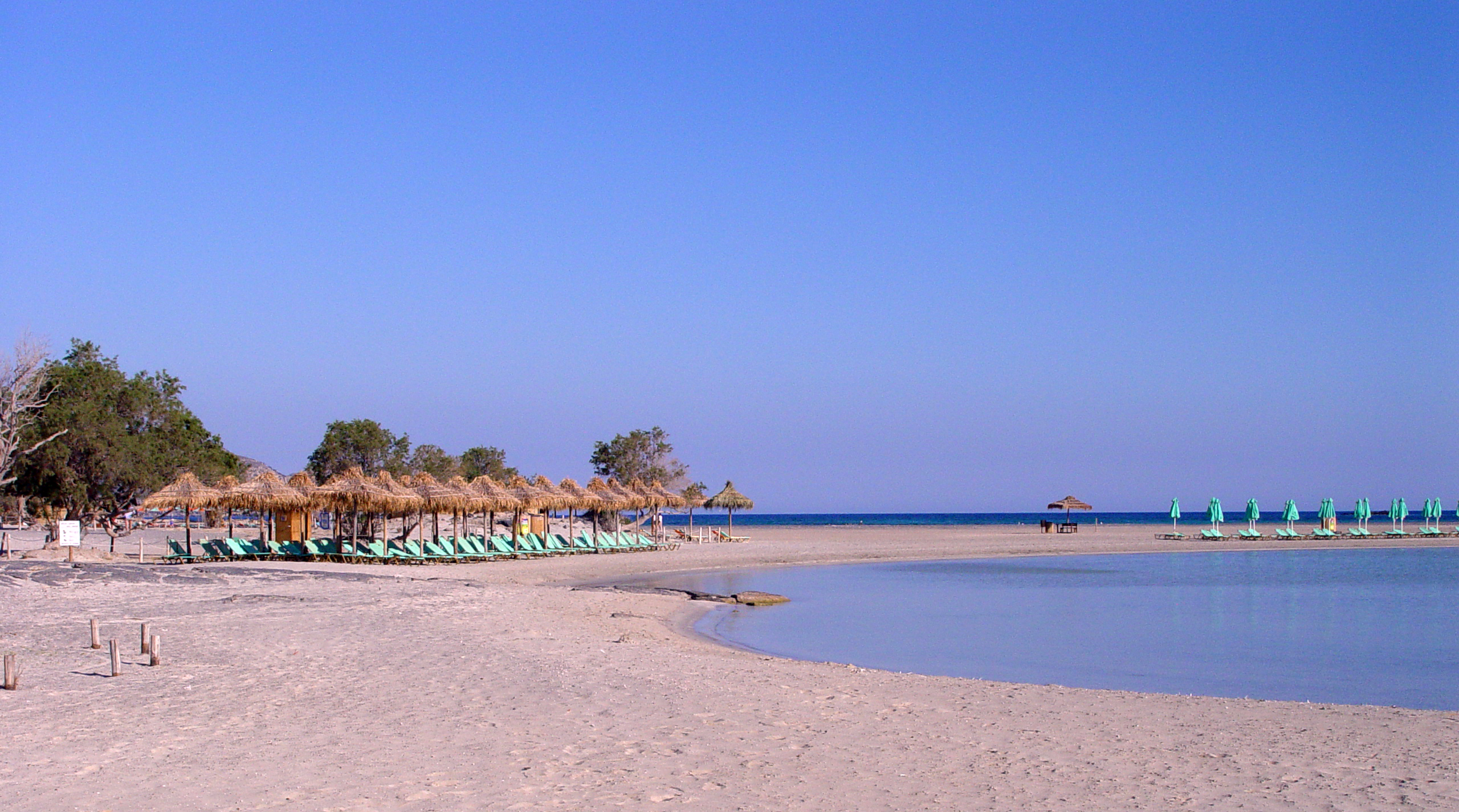
La platja de l'illa d'Elafonissi

Amb el mar tranquil, una barra de sorra uneix Creta i l'illa, i es pot travessar a gual l'estret
(de menys d'un metre de profunditat) fins a Elafonissi.
A l'estiu hi ha vaixells que porten banyistes des de Paleókhora
per gaudir de la seva platja amb dunes de sorra rosada i tamarius.
Elafonissi és un important hàbitat per a diverses espècies de plantes i animals, entre ells la tortuga babaua.